# GYKI-12,743
GYKI-12,743 je antagonist alfa adrenergičkog receptora.